# Ларч (Семейка Аддамс)
Ларч (англ. Lurch) — вымышленный персонаж во франшизе «Семейка Аддамс». Дворецкий Аддамсов, огромный молчаливый мужчина, образ которого скопирован с Чудовища Франкенштейна. Он всегда появляется со своей коронной фразой: «Звали?» (англ. You rang?).

## История
Персонаж был создан карикатуристом Чарльзом Аддамсом в 1933 году для серии газетных комиксов «Семейка Аддамс». В этих комиксах ни у кого из героев не было имён, их характеры не были развиты в деталях. Только в сценарии первого телесериала, написанном в 1963 году на основе комиксов, у дворецкого появилось имя — Ларч.

## В фильмах и сериалах
Телевидение
- «Семейка Аддамс» (телесериал 1964—1966 годов, выходивший на ABC) — Тед Кэссиди
- «Семейка Аддамс» (мультсериал 1973 года, выходивший на NBC) — озвучивал Тед Кэссиди
- «Хэллоуин с новой семейкой Аддамс» (телефильм 1977 года) — Тед Кэссиди
- «Семейка Аддамс» (мультсериал 1992—1993 годов, выходивший на ABC) — озвучивал Джим Каммингс
- «Новая семейка Аддамс» (телесериал 1998—1999 годов, выходивший на Fox Family) — Джон Десантис
- «Уэнздей» (сериал 2022 года, вышедший на стриминг-сервисе Netflix) — Джордж Бурси

Кино
- «Семейка Аддамс» (полнометражный фильм 1991 года) — Карел Стрёйкен
- «Семейные ценности Аддамсов» (полнометражный фильм 1993 года) — Карел Стрёйкен
- «Воссоединение семейки Аддамс» (полнометражный фильм 1998 года, вышедший сразу на видео и не связанный с предыдущими фильмами) — Карел Стрёйкен
- «Семейка Аддамс» (полнометражный мультфильм 2019 года) — озвучивал Конрад Вернон
- «Семейка Аддамс: Горящий тур» (полнометражный мультфильм 2021 года) — озвучивал Конрад Вернон